# Kropîvna, Zolotonoșa
Kropîvna (în ucraineană Кропивна) este localitatea de reședință a comunei Kropîvna din raionul Zolotonoșa, regiunea Cerkasî, Ucraina.

## Demografie
Componența lingvistică a localității Kropîvna
     Ucraineană (96,99%)
     Rusă (2,46%)
     Alte limbi (0,4%)
Conform recensământului din 2001, majoritatea populației localității Kropîvna era vorbitoare de ucraineană (96,99%), existând în minoritate și vorbitori de rusă (2,46%).